# Скандал в Белгравии
«Сканда́л в Белгра́вии» (англ. A Scandal in Belgravia) — первый эпизод второго сезона телесериала BBC Television «Шерлок». Эпизод был впервые показан на BBC One 1 января 2012 года. Сценарий написан Стивеном Моффатом; режиссёр — Пол Макгиган. Основой эпизода послужил рассказ сэра Артура Конан Дойла «Скандал в Богемии».
В эпизоде происходит противостояние Шерлока Холмса (Бенедикт Камбербэтч) с доминанткой Ирэн Адлер (Лара Пулвер), у которой есть компрометирующие фотографии с особой женского пола из королевской семьи. Фотографии хранятся в её мобильном телефоне наряду с другой ценной информацией, что делает её целью для разных политических группировок. Большую часть эпизода телефон хранится у Шерлока вне их досягаемости; Шерлок же пытается угадать пароль к нему. Кроме отсылки к рассказу Конан Дойла, в названии эпизода упомянута Белгравия — район Лондона, прилегающий к территории Букингемского дворца.
Эпизод посмотрело 10,663 миллиона человек в Великобритании. Реакция критиков на эпизод была положительной, особенно они отметили сценарий, актёрскую игру и режиссуру. Эпизод вызвал споры из-за появления обнажённой Ирэн Адлер, хотя сцена была снята с таких ракурсов, где были прикрыты интимные места.

## Сюжет

### Предыстория
В конце первого сезона появляется «злодей-консультант» Мориарти, который несёт ответственность за организацию преступлений в предыдущих эпизодах. В финальном эпизоде Шерлок Холмс (Бенедикт Камбербэтч) и Джон Ватсон (Мартин Фримен) лицом к лицу сталкиваются с Джимом Мориарти (Эндрю Скотт), его снайперы целятся в них. Мориарти собирается их убить, однако Шерлок направляет пистолет на жилет со взрывчаткой, угрожая выстрелить.

### События
Дальнейшее развитие событий прерывается звонком на телефон Мориарти. Он говорит, что получил более выгодное предложение, отзывает снайперов и уходит.
Холмс становится знаменитостью благодаря блогу Джона об их приключениях. Во время расследования загадочной смерти человека в сельской местности, Майкрофт просит Шерлока выкрасть телефон некой Ирэн Адлер, профессиональной домины с гениальным интеллектом, у которой на нём хранятся скандальные фотографии члена королевской семьи женского пола. Шерлок чувствует подвох, но Джон его уговаривает согласиться.
Шерлок и Джон обманом проникают в дом Ирэн, инсценировав драку, но оказывается, что Ирэн ждала их. На встречу с Шерлоком она приходит совершенно голой, чем вводит его в ступор и лишает возможности что-либо о ней понять с помощью дедукции. Тем не менее, они с Джоном заставляют Ирэн раскрыть местоположение сейфа, где хранится телефон.
В дом пробираются агенты ЦРУ и требуют, чтобы Шерлок открыл сейф. Угаданный Шерлоком шифр сейфа Ирэн Адлер — 322434. Как она впоследствии объясняет Ватсону, это её параметры. В сейфе оказывается смертельная ловушка, которая убивает одного из агентов, позволяя Шерлоку и Ирэн обезвредить остальных. Шерлок берёт телефон, но Ирэн вкалывает ему снотворное, забирает телефон и убегает. Шерлок догадывается, что на телефоне Ирэн спрятано что-то более ценное, чем компрометирующие фото, но Майкрофт наотрез отказывается сообщить, что именно.
Через полгода Шерлок получает телефон Ирэн, заблокированный паролем. Он сообщает Майкрофту, что Ирэн мертва; они опознаю́т обезображенное тело Ирэн в морге. Через некоторое время Джон встречает Ирэн, подстроившую свою смерть. Джон убеждает её дать Шерлоку знать, что она жива, но Шерлок последовал за ним и всё знает. Они позволяют Адлер остаться у них. Вернувшись домой, Шерлок обнаруживает, что шеф ЦРУ Нильсон взял миссис Хадсон в заложницы и требует, чтобы Шерлок отдал ему телефон. Шерлок обезвреживает агентов и выбрасывает Нильсона в окно. К Шерлоку приходит Ирэн, раскрывает, что за ней охотятся, и просит его расшифровать код, украденный у сотрудника Министерства обороны. Холмсу требуется меньше минуты, чтобы распознать в коде список мест в самолёте. Ирэн тайно посылает сообщение Мориарти, который даёт Майкрофту знать, что он в курсе плана Министерства обмануть террористов, планирующих взорвать самолёт.
Попытка Ирэн соблазнить Шерлока прерывается сотрудниками Министерства, которые доставляют Шерлока в аэропорт Хитроу. Майкрофт подтверждает подозрения Холмса, сравнивая эту ситуацию с бомбардировкой Ковентри во время Второй мировой войны. Узнав о планируемом теракте, правительства США и Великобритании решили позволить ему случиться, но заменили пассажиров на трупы, чтобы обойтись без жертв, в то же время оставляя террористов в неведении об источнике утечки информации. Шерлок ненамеренно испортил этот план. Появляется Ирэн и предъявляет Майкрофту список требований взамен на информацию на её телефоне. Майкрофт угрожает Ирэн, но, по словам Шерлока, взломать её телефон практически невозможно: при попытке вскрыть его механическим путём сработает портативная взрывчатка, которая уничтожит карту памяти. Вдобавок, телефон имеет два пароля (один — для открытия, второй — для уничтожения карты памяти), что отметает возможность выпытать его у Адлер. Она насмехается над Шерлоком, утверждая, что всего лишь играла с ним. Но Шерлок понимает, что она лжёт, ведь во время её попытки соблазнить его тайно замерил её учащённый пульс. Он догадывается, что код к телефону — первые четыре буквы его имени (sher). Понимая, что ей больше нечем торговаться, Ирэн просит о помощи, но братья Холмс отказывают ей.
Через несколько месяцев Майкрофт рассказывает Джону, что Ирэн была поймана и обезглавлена террористами в Карачи, но просит Джона сказать Шерлоку, что она попала в американскую программу по защите свидетелей. Шерлок просит оставить ему телефон Ирэн. В последних кадрах серии мы видим, как перед своей казнью Ирэн шлёт прощальное сообщение на телефон Шерлока. Через пару секунд на месте совершения казни звонит телефон Холмса, хозяин которого говорит Адлер о том, чтобы она действовала по его команде, тем самым осуществляя её побег.